# Aplysia parvula
Aplysia parvula — вид морських черевоногих молюсків родини Aplysiidae.

## Поширення
Вид поширений у тропічних водах на заході Атлантики.

## Опис
Молюск може виростати до 60 мм завдовжки. Забарвлення варіює від коричневого і бордового до оливкового. На тілі можуть бути білі плями. На голові є два довгих вирости, через які молюска називають «морським зайцем». З боків ростуть крилоподібні параподії.

## Спосіб життя
Трапляється на глибині до 30 м, але зазвичай не опускається нижче 5 м. Живиться різними видами водоростей. Ікру відкладає у вигляді липких помаранчевих, зелених або коричневих стрічок, що знаходяться під скелями або серед водоростей.